# Klapa Žrnovnica
Klapa Žrnovnica je muška klapa iz Žrnovnice.

## Povijest klape
Klapa Žrnovnica potječe iz Žrnovnice, malog mjesta u blizini Splita po kojem je i dobila ime. Klapa je utemeljena još 1988. godine, kada Marko Marin, do tada voditelj klape "Poljica", iz susjednog mjesta Tugara, dolazi na ideju da u svom rodnom mjestu osnuje klapu. Klapi pridružuje iskusne pjevače, tada ugašene klape iz Tugara, i njen prvi glazbeni voditelj je bio upravo Marko Marin. Klapa Žrnovnica je debitirala u Drugoj izlučnoj večeri, 16. srpnja 1989. godine, na 23. Festivalu dalmatinskih klapa u Omišu. U klapi su tada pjevali: 
- Zdenko Reljić, Ivica Pjerov, Nikša Mihanović, Milan Sorić, Luka Palaversa, Filicije Mihanović, Damir Bogdan, Frane Markovina.

1990. godine klapa se gasi. 25. travnja 2008. godine, klapu ponovno osniva, odnosno oživljava, maestro Marko Marin. Klapa se od samog osnutka brzo afirmirala kroz brojne nastupe na raznim kulturnim događanjima u Hrvatskoj i inozemstvu. Repertoar koji klapa izvodi sastoji se od brojnih duhovnih, klasičnih i izvornih dalmatinskih klapskih pjesama i pjesama uz pratnju dvije mandoline, gitare i kontrabasa, a njeguje i tradicionalno pučko pjevanje.

## Članovi klape
- Maja Markovina, prvi tenor
- Filip Maras, drugi tenor
- Dino Dabro, drugi tenor
- Ante Mihanović, bariton
- Srđan Lukić, bas
- Mislav Peović, bas
- Duje Marin, bas

Glazbeni voditelj: Marko Marin

## Vanjske poveznice
- FDK Omiš
- Klapa Žrnovnica